# Gásadalur

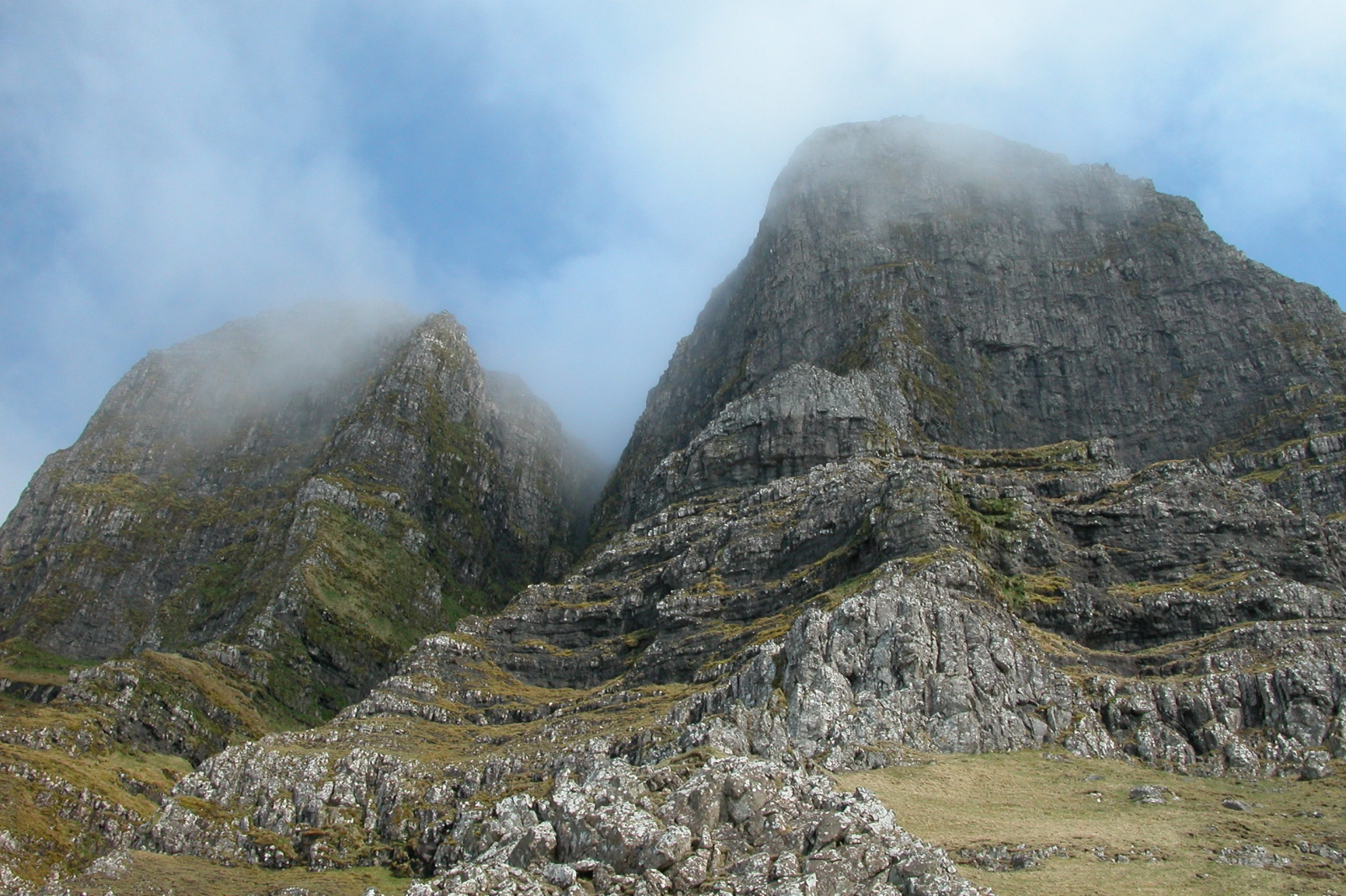
Heinanøva est un mont au nord-ouest de Gásadalur qui culmine à 612 mètres de hauteur.

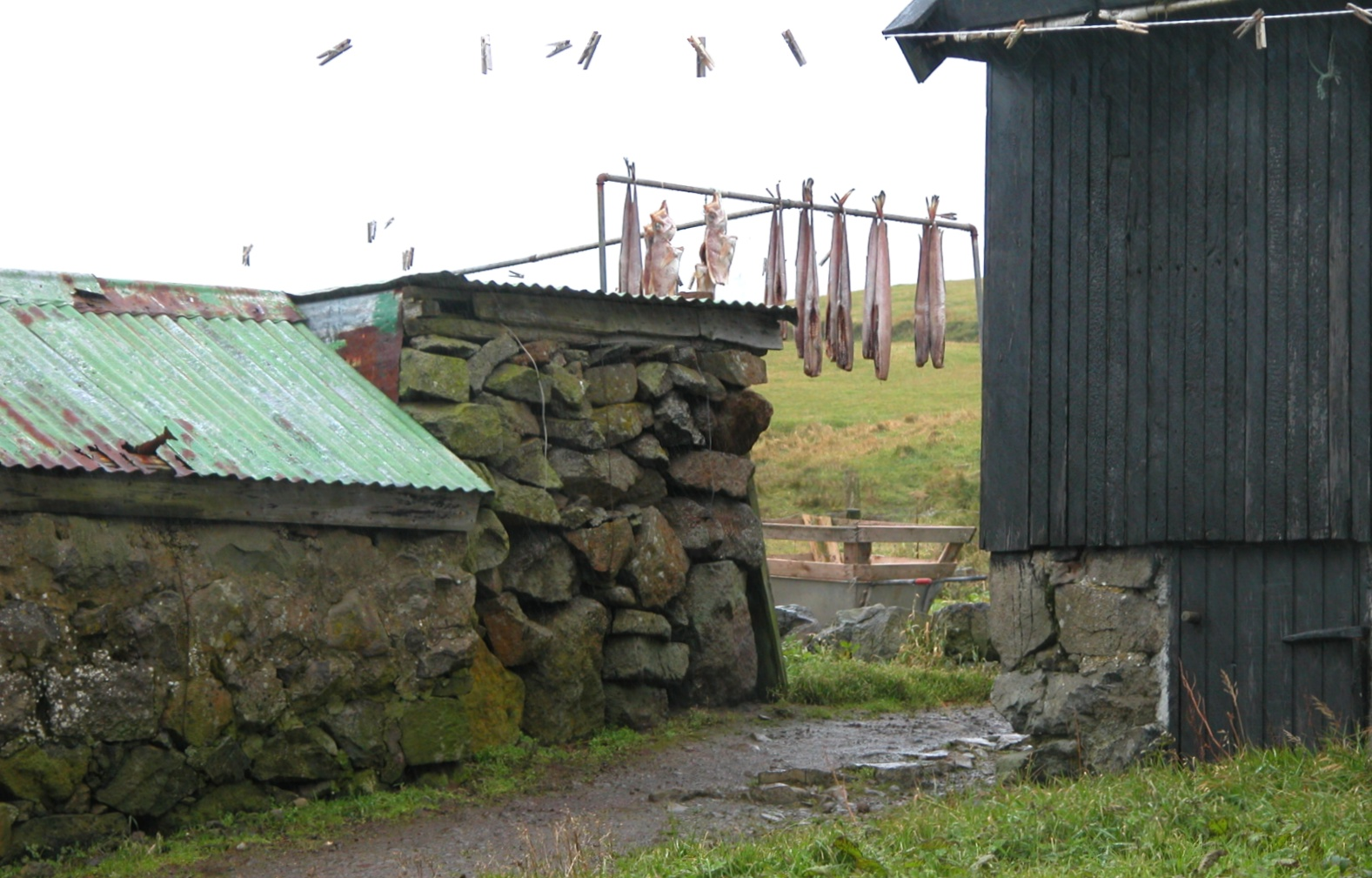
Une image typique des îles Féroé. Les Féroïens aiment manger du poisson séché.

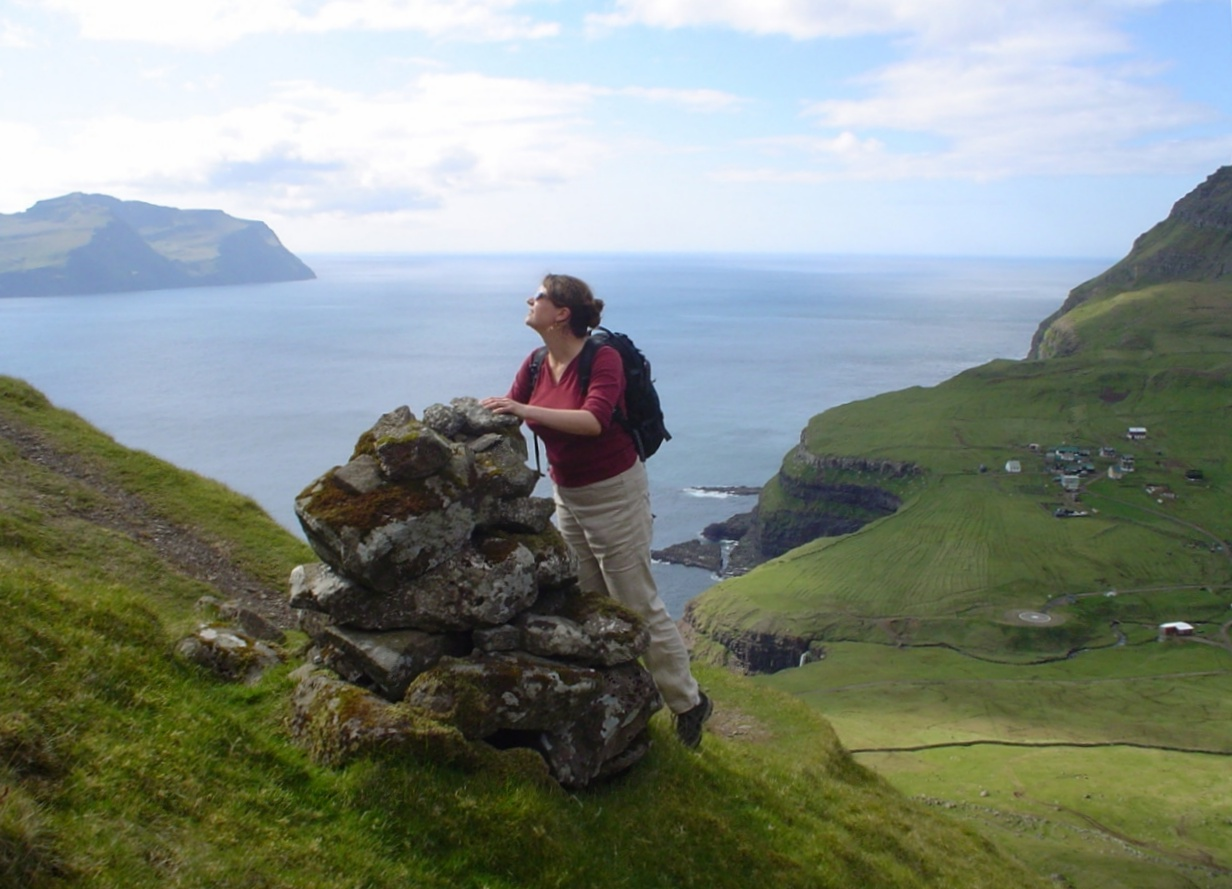
Sur le sentier en bas de Gásadalur avec Mykines sur la gauche

Gásadalur ['gɔa:sadɛa:lʊɹ] (signifiant : « La vallée des oies ») est un tout petit village aux îles Féroé qui est situé sur l’île de Vágar à l’ouest de Bøur. Il donne sur le fjord Mykinesfjørður et est entouré des plus hautes montagnes de l’île - Árnafjall (722 mètres) vers le nord et Eysturtindur (715 mètres) vers l’ouest.

## En général
Un débarquement est difficile à effectuer. C’est la raison pour laquelle les bateaux des habitants croisaient toujours à Bøur et quand ils avaient l’intention d’aller pêcher, il fallait monter une route sur le col de Skarð qui est environ à 400 mètres de hauteur. Pendant que les îles Féroé étaient occupées par la Grande-Bretagne durant la Seconde Guerre mondiale, les habitants de Gásadalur construisirent un escalier descendant à la mer (en 1940). Mais malgré cela il est exagéré de parler de port.
Ainsi Gásadalur a longtemps été le seul et dernier village de l’archipel qui n’était pas relié par la route. Avant que le tunnel ne fût construit, il était seulement possible d’aller à Gásadalur en hélicoptère ou à pied. L'isolement du village aboutit à une grande diminution du nombre d’habitants ces dernières années. En ces temps-là le facteur était obligé à traverser les montagnes avec le courrier trois fois par semaine. Quand le film danois "1700 mètres éloignés de l’avenir" sortit, le facteur devint célèbre dans le monde entier.
Depuis 2003 il est possible de passer par le tunnel (à condition qu’une lampe de poche ne soit pas oubliée) et depuis 2005 il est permis aux habitants de Gásadalur qui ont une clé d’y aller en voiture. Le tunnel a 1 410 mètres de long. Avant que le tunnel ne soit ouvert à la circulation générale en 2006, il faudra que tous les travaux soient finis.
Si le tunnel n'avait été construit, le village aurait été dépeuplé aux dires des habitants. Mais il n'est pas du tout certain que la population de Gásadalur grandisse à nouveau. La plupart des habitants ont 60 ans ou plus et il n'y a presque plus d’enfants. La population s'élève à 16 habitants (2005). Par ailleurs, le gouvernement a craint un effet contraire aux attentes liées à la nouvelle route et un exode rural. La construction de nouvelles maisons en 2007 prouve qu'il n'en est rien.

## Gæsa ou les oies
D’après Søga Gásadals (l’histoire de Gásadalur) ce village a tenu son nom de Gæsa, une femme de Kirkjubøur. Elle avait mangé de la viande même si ce cela n’était pas permis pendant le carême. C’est pourquoi elle perdit tous ses biens et dut s’installer dans la vallée sur l’île de Vágar. Les autres légendes du village parlent plus souvent d’elfes. Une autre légende dit que le nom de l'île est dû aux bernacles qui volent vers Gásadalur chaque été depuis belle lurette. Des oies sauvages peuplent toujours la vallée.

## En route vers Gásadalur
Malgré le tunnel, il est toujours difficile de se rendre à Gásadalur. Depuis que le tunnel a été réalisé, l’hélicoptère ne vole plus vers Gásadalur. L’autobus (ligne 300) va normalement vers Sørvágur et seulement une fois par jour (le soir) jusqu’à Bøur pour autant que la centrale de bus ait été contactée deux heures avant le voyage.
Le vieux sentier sur la montagne fait 3 500 mètres de long et dure 2 1/2 heures. D’abord la pente est très abrupte, bordée de cairns pour se diriger. Il faut randonner de manière très prudente. Mais n’oubliez pas de jouir de la vue exceptionnelle sur le fjord Sørvágsfjørður et sur les îles de Tindhólmur, Gáshólmur et Mykines.
Le sentier est souvent à pic, surtout après le col vers Gásadalur. Il faut faire attention à d'éventuels éboulis.
Il n'y a pas d’église à Gásadalur. C’est la raison pour laquelle la messe a lieu dans la maison de l’école. Avant que le cimetière ne fût construit en 1873, les morts étaient enterrés à Bøur et portés sur la montagne. Au milieu du sentier se trouve une pierre qui se nomme Líksteinurin (la pierre des cadavres). Cette pierre marquait le seul endroit où les porteurs se reposaient.
Au-dessus du sentier de Gásadalur se trouve également une fontaine qui s’appelle Keldan Vígda (la fontaine sacrée), où un prêtre utilisait ladite fontaine pour baptiser un enfant très malade qui devait se rendre chez le médecin à Bøur. Si  l’enfant trouvait la mort sans avoir été baptisé, il n’aurait pas trouvé le salut de son âme, selon les préceptes de la foi chrétienne.
Près du Skarð se trouve une place qui s’appelle Risasporið (la trace du géant). La légende raconte que deux géants habitaient à Gásadalur et à Mykines. Une fois une dispute éclata entre les deux. Le géant de Gásadalur décida de venir à Mykines. Il prit de l’élan sur le col et réussit à sauter jusqu’à Mykines en un seul bond. Son empreinte y est visible.

## Films et littérature
- 1700 meter fra fremtiden, Danemark 1990, 84 min, Documentation. Régisseur : Ulla Boje Rasmussen. Informations sur l'Internet: *(en)
- 1700 meter fra fremtiden : en film om den færøske bygd Gásadalur. - Copenhague: Statens Filmcentral, 1990. - 32 p. *(da)
- Jákup Andreas Henriksen - le vieux facteur de Gásadalur. Informations dans l'Internet * (fr + en + de + da + fo)
- Randonnée aux Îles Féroé : Bøur - Gásadalur. Informations dans l'Internet *(fr)

## Galerie

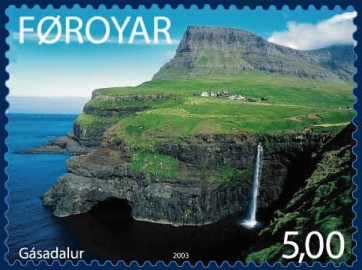
Un timbre de Gásadalur (édité 2003).
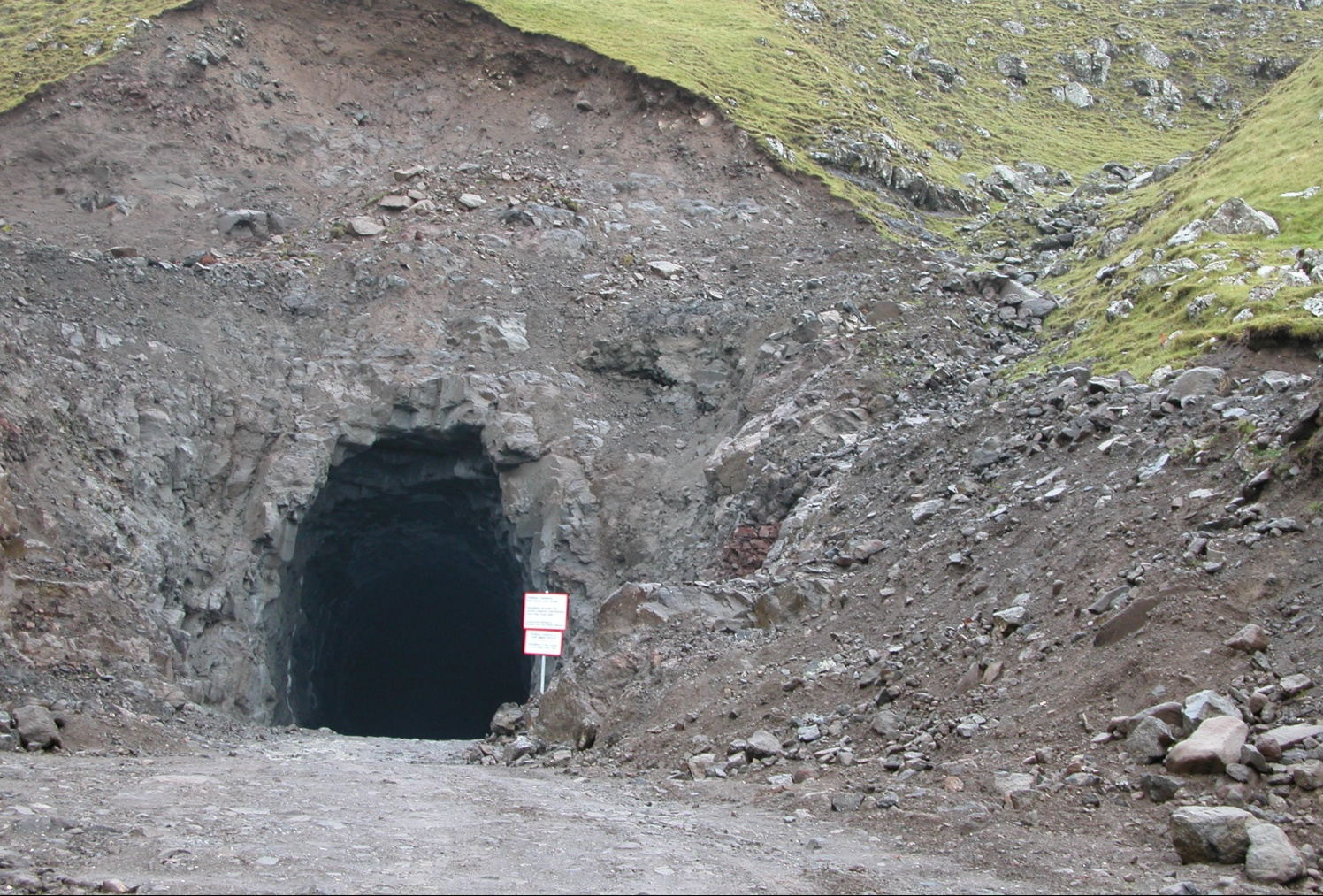
Le tunnel vers Bøur avant qu’une route n'ait été construite.
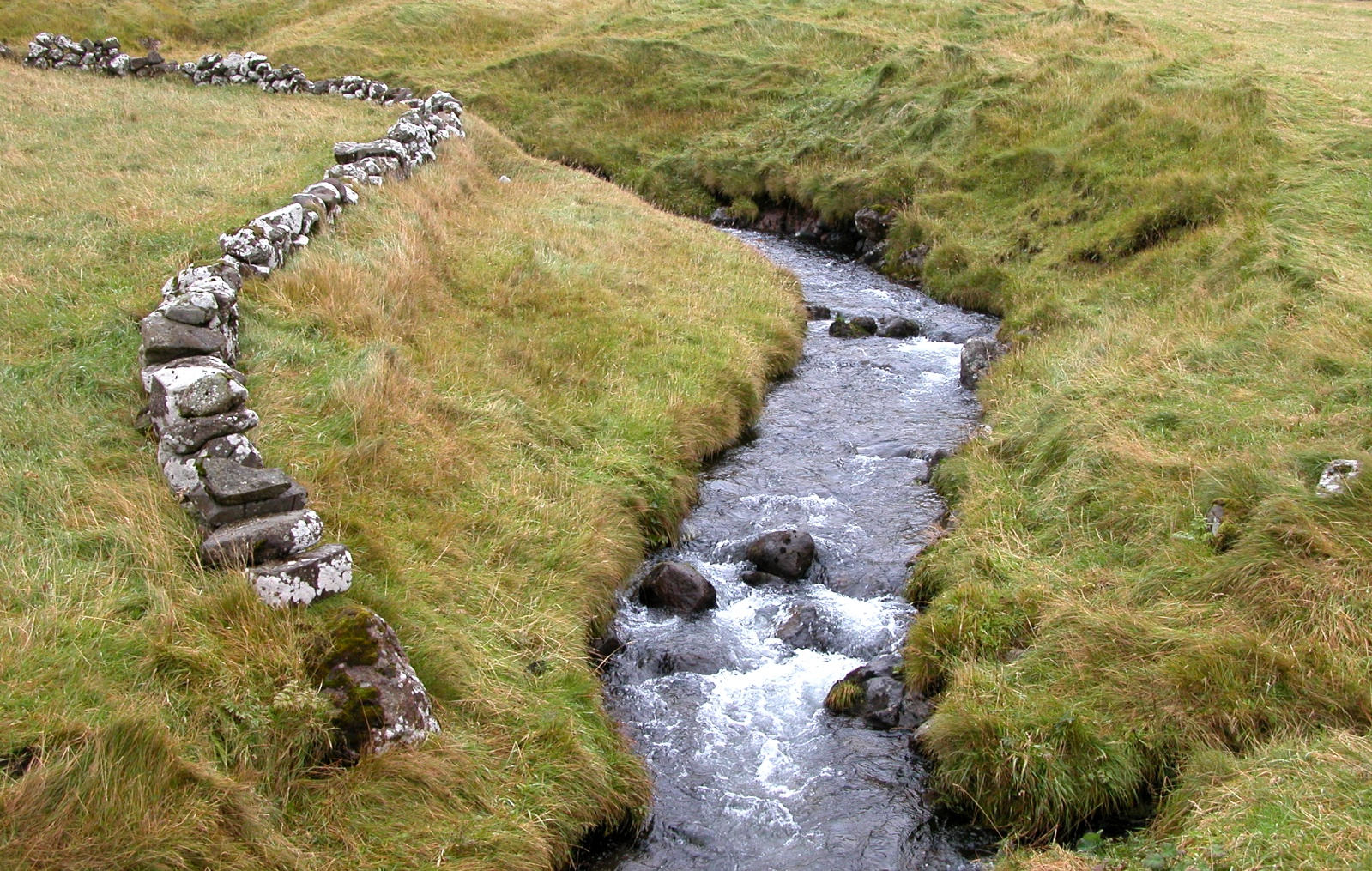
Dalsá.
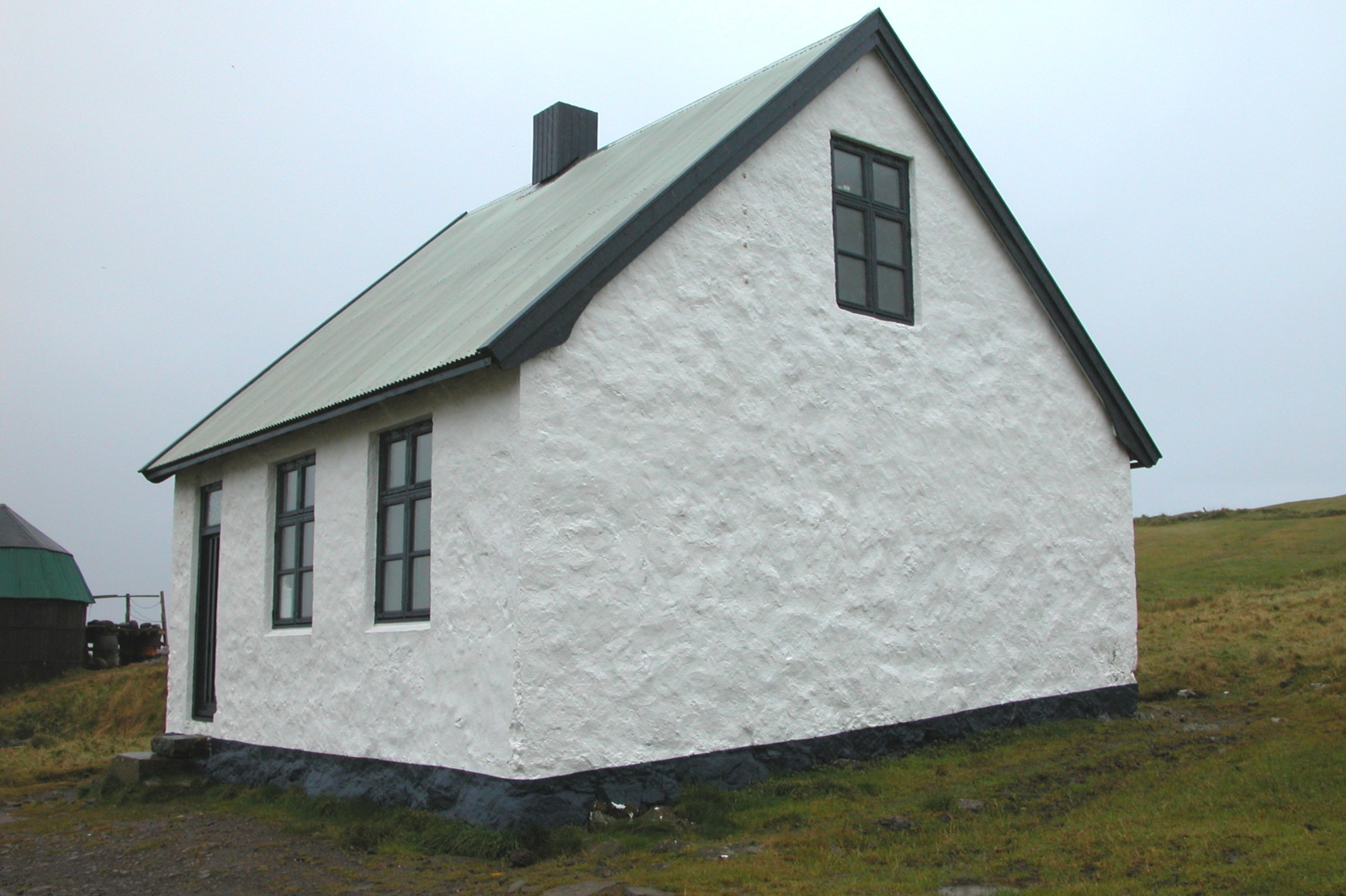
La vieille école qui est maintenant l’église.
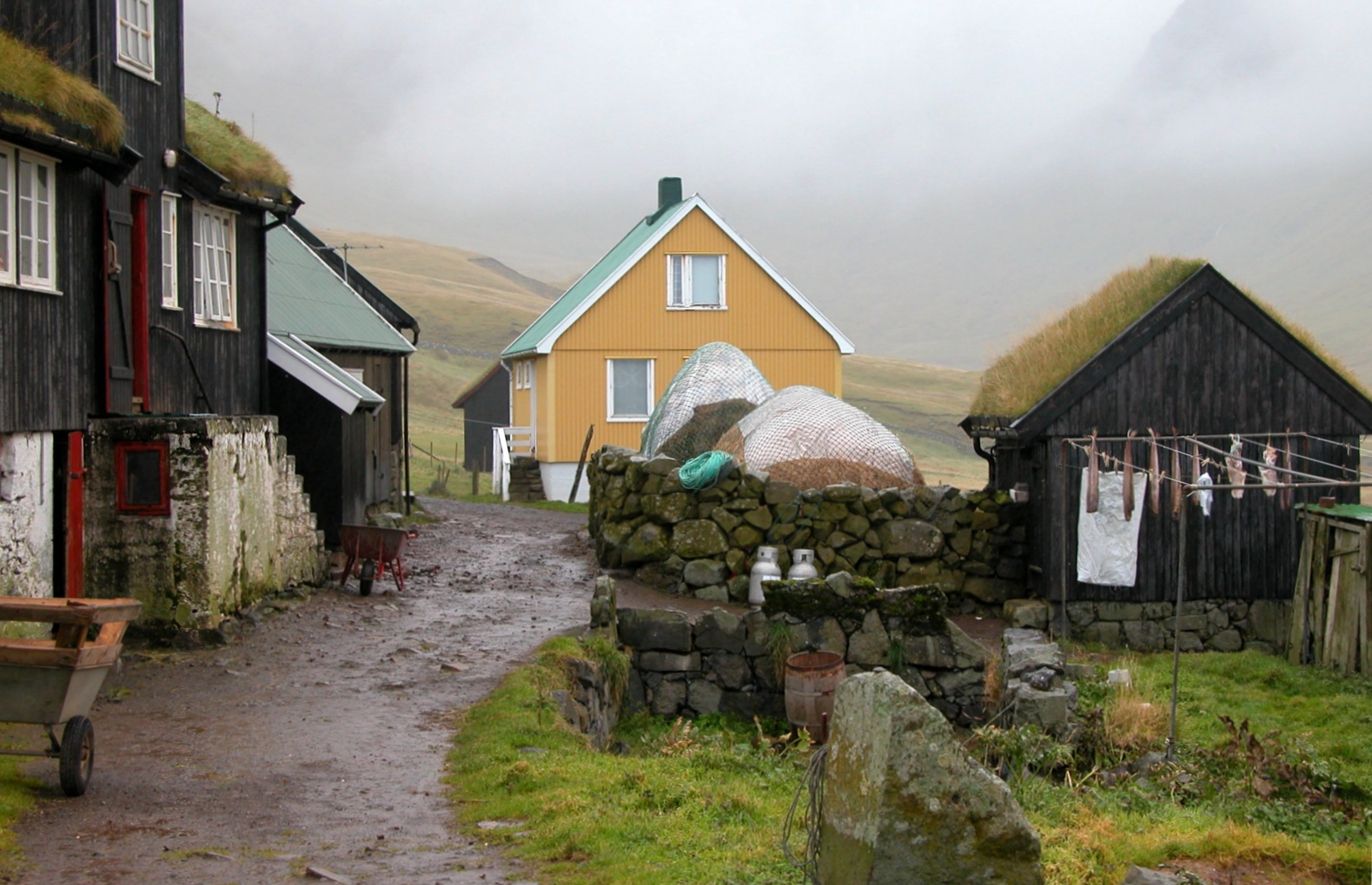
À Gásadali.
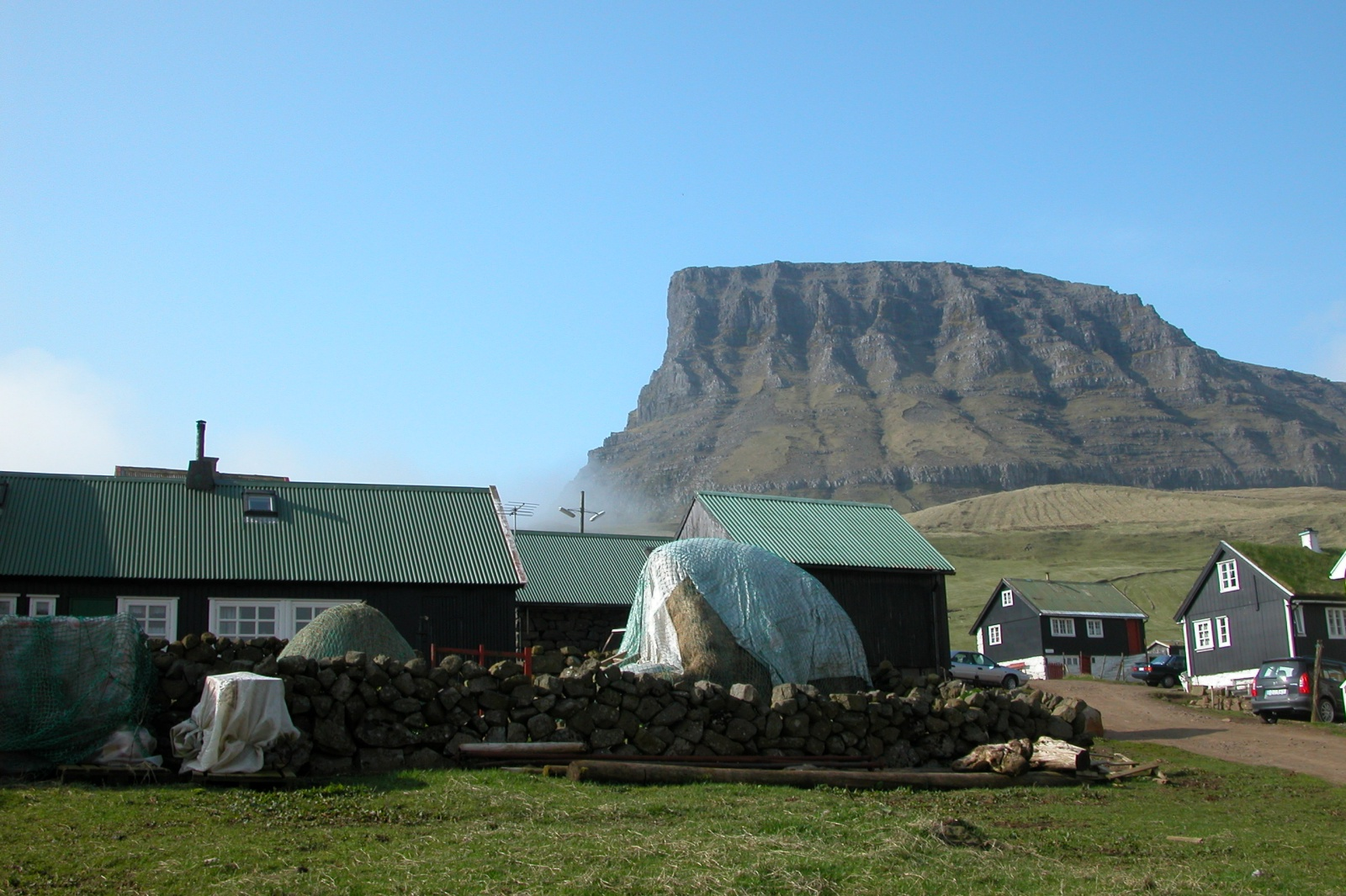
Le soleil brille à Gásadali…
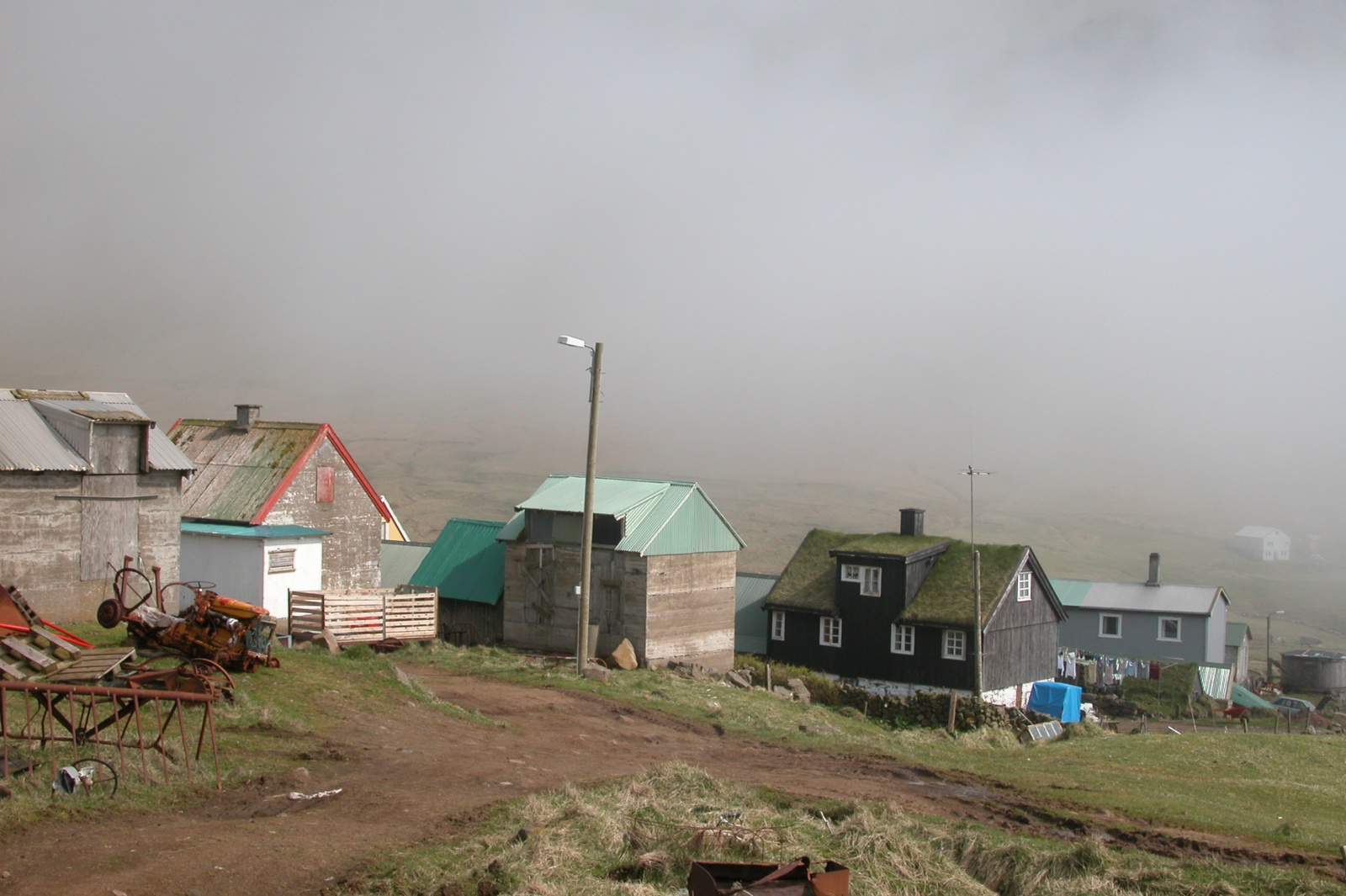
…mais mjørki commence.
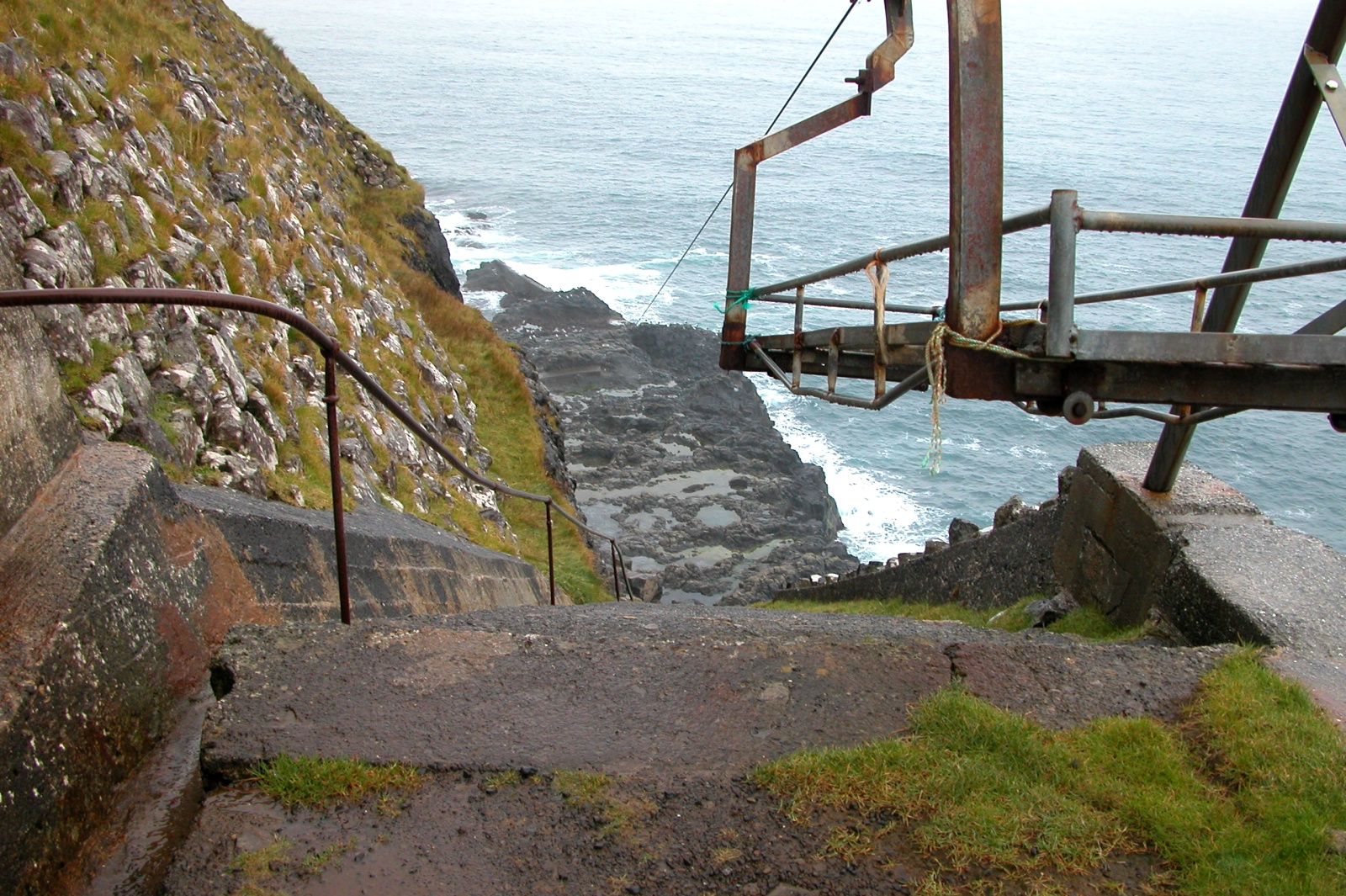
L’escalier au bas de la mer, de 1940.
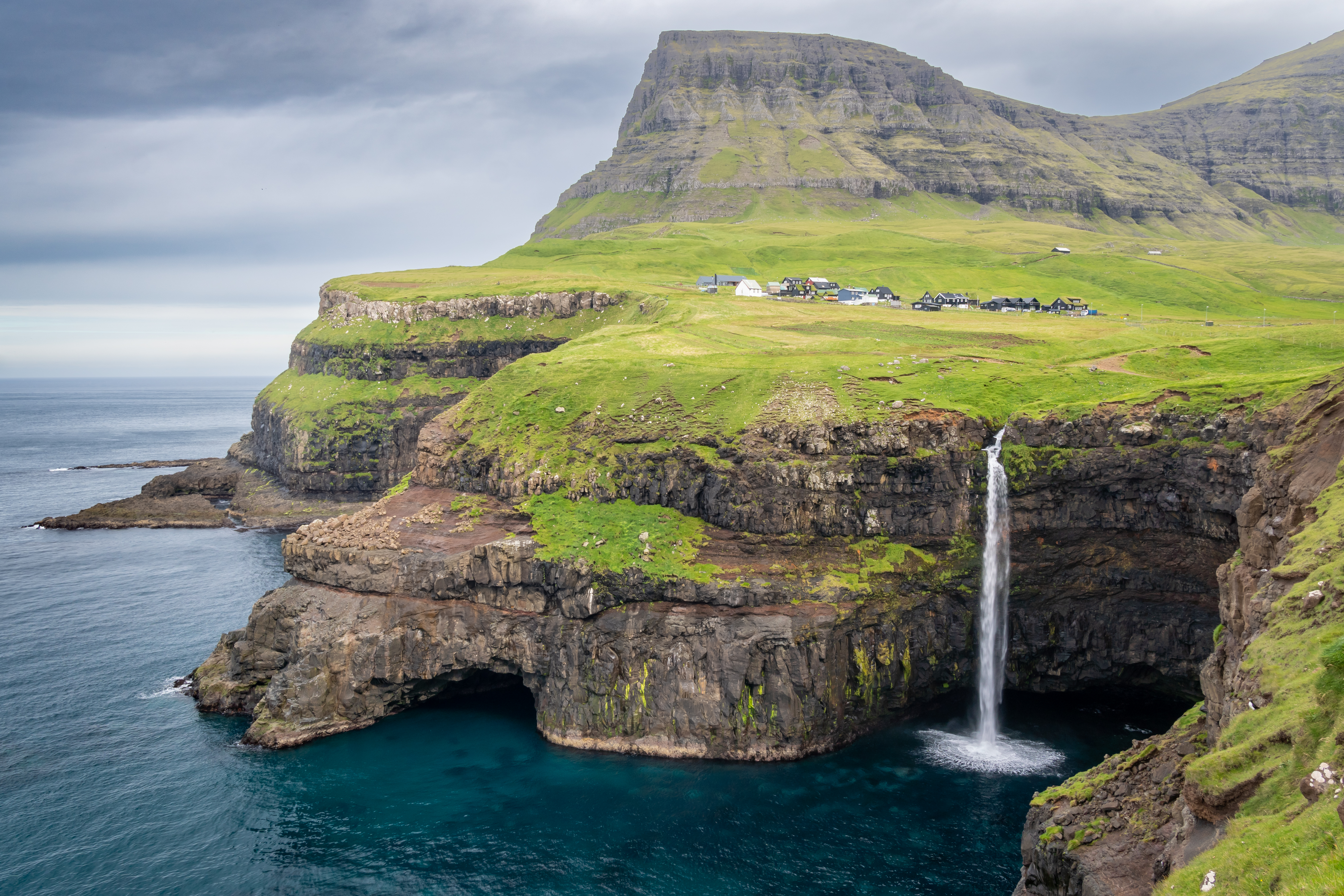
Photographie correspondant au timbre de Gásadalur, au niveau de la chute d'eau Múlafossur. Juillet 2022.